# ARA General San Martín (Q-4)
El rompehielos ARA General San Martín (Q-4) fue el primer rompehielos de la Armada Argentina. Fue construido en 1954 y permaneció en servicio hasta 1982, participando de diversas campañas antárticas de Argentina. Su nombre honra al libertador general José de San Martín.
Durante veinticinco años dibujó sus rutas marítimas en los mares australes, lo que posibilitó las campañas de verano e invierno. Llevó a cabo numerosas misiones de investigación y asistencia de socorro a buques, navegantes y expedicionarios; facilitó la fundación de refugios y bases antárticas, la reposición de las dotaciones, la exploración del mar de Weddell y la realización de tareas oceanográficas, investigaciones hidrográficas y meteorológicas en la Antártida Argentina.

## Historia

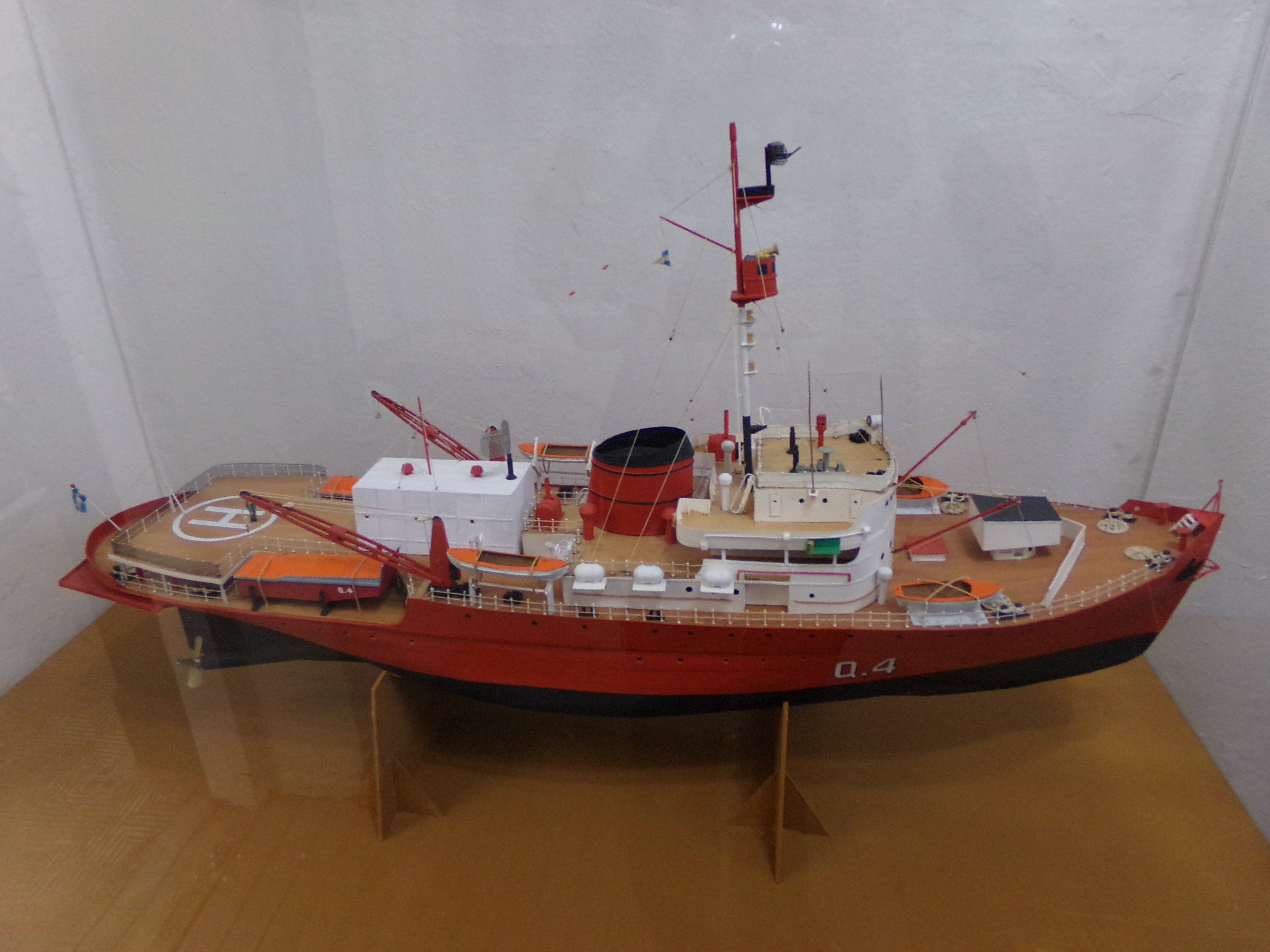
Maqueta en el Museo Marítimo y del Presidio de Ushuaia.

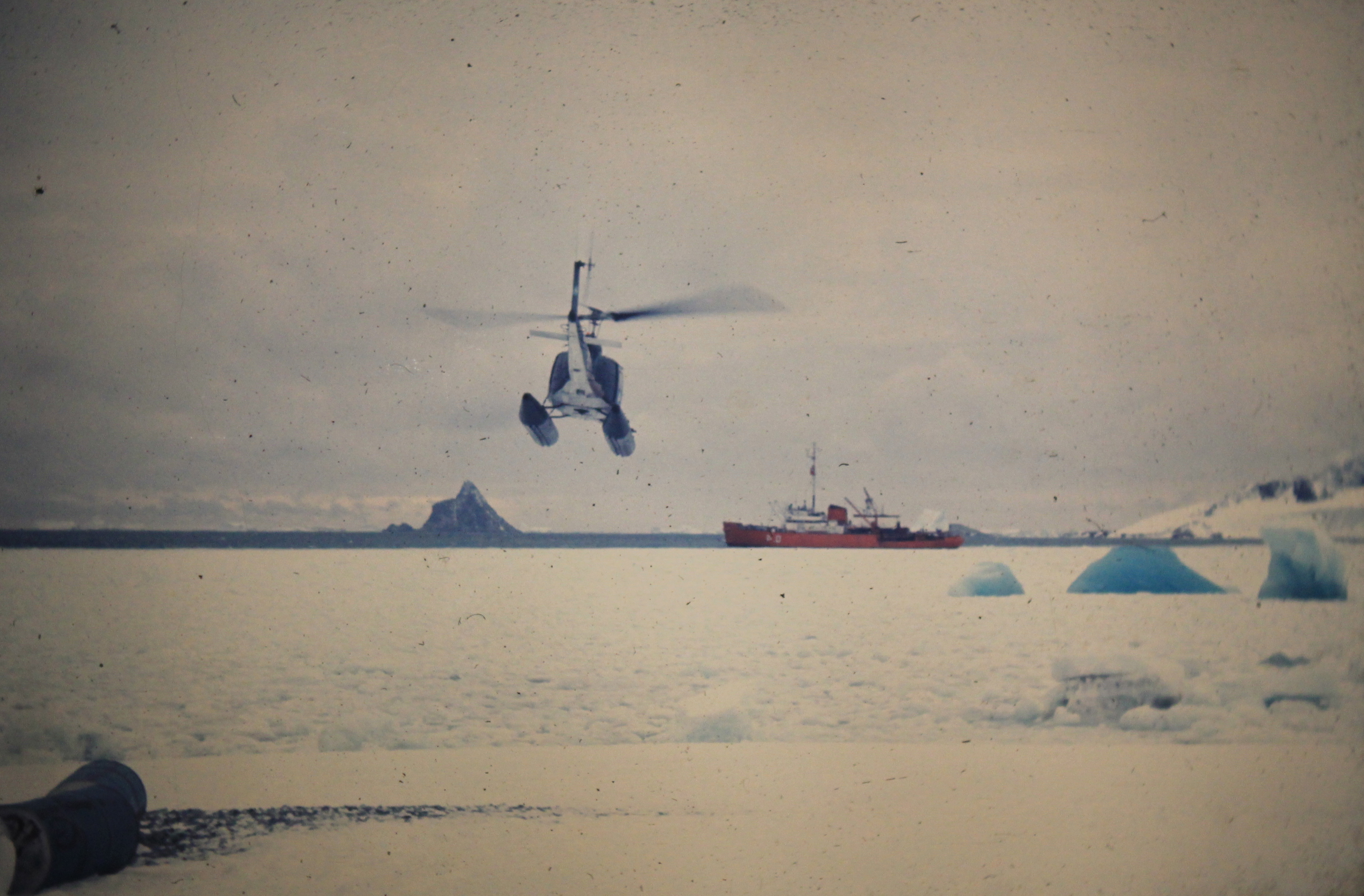
El buque (al fondo) con uno de sus helicópteros en las islas Orcadas del Sur.

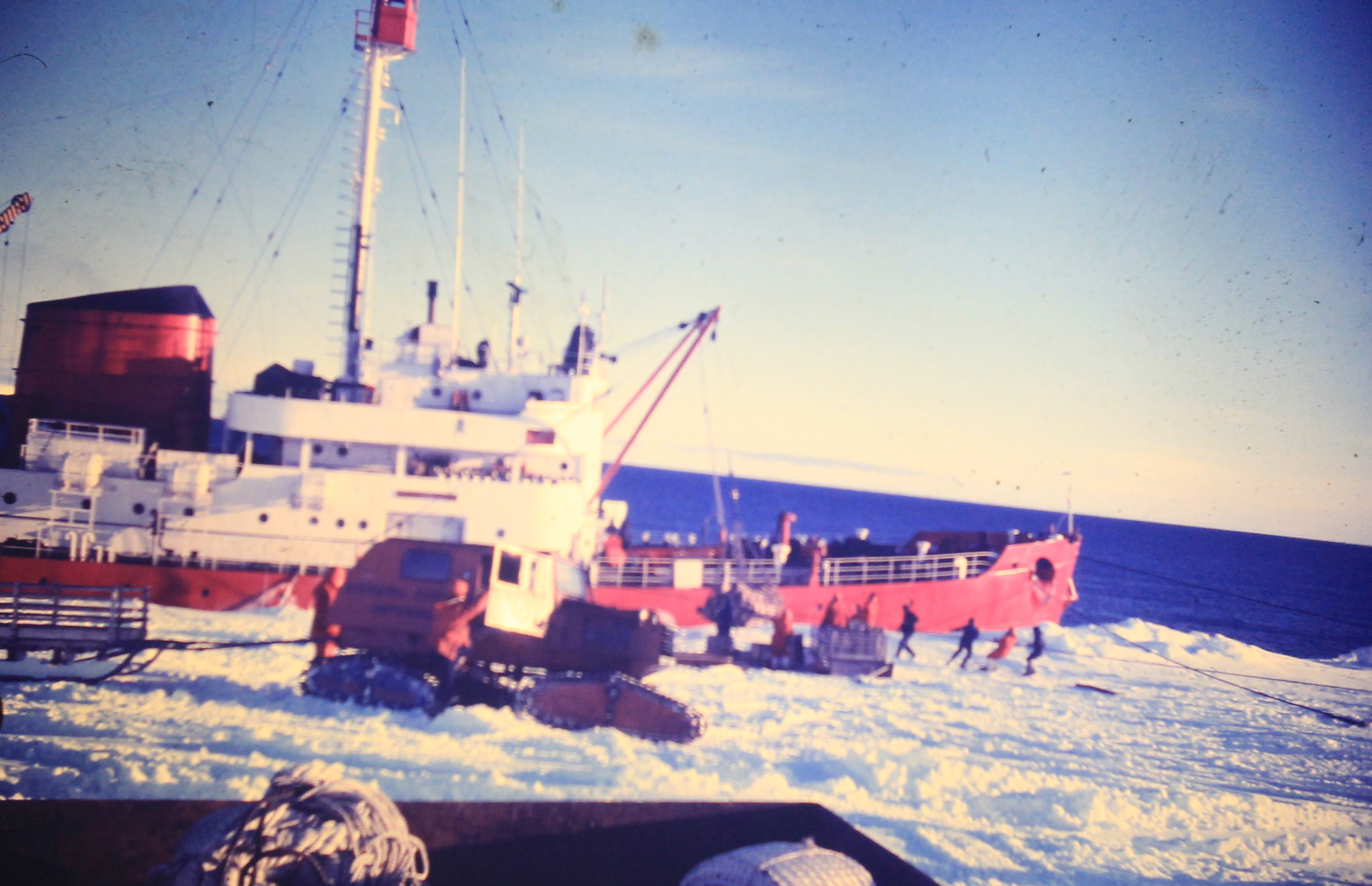
Detalle del buque en operaciones en la Antártida en 1973.

Fue construido en 1954 en el astillero Seebeek Yard of Wese A. C., de Bremenhaven, de la República Federal Alemana. Fue adquirido por un contrato de construcción entre el Ministerio de Defensa de Argentina, y el astillero alemán. Costó unos 30.284.950 Pesos Moneda Nacional.
La colocación de la quilla se hizo el 1 de marzo de 1954 para ser botado 24 de junio del mismo año. Por decreto número 3193 del 26 de febrero de 1954 se clasificó y denominó al buque como Rompehielos General San Martín y se incorporó a la Armada Argentina por decreto 20.795 del 8 de diciembre de 1954, designando ese día a la tripulación. El 25 de octubre de 1954 se le había afirmado el pabellón argentino. En 1960 se le agregó un hangar con capacidad para un avión y un helicóptero.
En 1954, pese a los informes desfavorables, Hernán Pujato había promovido la compra de un rompehielos para la Armada, adquitiendo finalmente el General San Martín, con la intención de alcanzar el final del mar de Weddell. El 20 de diciembre de 1954 zarpó hacia la Antártida con Pujato a bordo, con la impedimenta necesaria para instalar la base antártica Belgrano, que al momento de su apertura fue la base antártica más austral del mundo.
El primer comandante del barco fue el capitán de fragata Luis Tristán de Villalobos, quien trasladó al buque desde el astillero alemán. En invierno, hacer el trabajo de guiar a los buques hacia la Antártida. Existen sellos postales emitidos desde el rompehielos, a finales de los años '50.
En la campaña antártica de 1955-1956 el rompehielos participó de la construcción del Refugio Naval Capitán Estivariz. Luego de ello, se llevó a cabo un relevamiento aerofotográfico de toda la costa occidental de la península Antártica al sur de los 65º de latitud.
En la campaña antártica de 1955-1956, tres integrantes de la Armada desembarcaron el 14 de diciembre de 1955 desde el rompehielos General San Martín: el guardiamarina Ricardo A. R. Hermelo y dos radioaficionados del Radio Club Argentino, Manuel Ahumada y Miguel Villafañe, quienes instalaron el refugio Teniente Esquivel y la estación de radio LU3ZY en la isla Thule. Fue la primera ocupación humana del archipiélago de las Sandwich del Sur por un tiempo prolongado. El refugio debió ser evacuado en enero de 1956 debido a una erupción volcánica en una isla vecina. Los tres integrantes del refugio fueron evacuados mediante dos helicópteros S-55 del rompehielos ARA General San Martín, que acudió prestamente al lugar.
Entre septiembre de 1956 y enero de 1957, el sargento ayudante Domingo Ávila y el sargento Telmo Buonomo, oficiando como comisionados en la zona del refugio Cristo Redentor de la península Trinidad, quedaron aislados al descongelarse prematuramente el mar en la bahía Duse. Sobrevivieron durante cuatro meses hasta su rescate por un helicóptero del rompehielos General San Martín.
Entre 1957 y 1958 personal del General San Martín desembarcó en la isla Zavodovski de las islas Sandwich del Sur.
En febrero de 1958 un helicóptero 2 HT-1 del rompehielos General San Martín tuvo una avería y cayó al agua mientras trataba de rescatar al personal del Refugio Paso de los Andes. En el accidente fallecieron el ayudante de topógrafo del Instituto Antártico Argentino Otto Freystag, el Suboficial Primero Aeronáutico de Marina Leónidas M. Carbajal y el Cabo Segundo Electricista Pedro Garay.
El rompehielos durante la campaña antártica de 1960-1961, transportó cargas desde la base Orcadas hacia la Estación Científica Ellsworth y la Base Belgrano II para abastecerlas. En su derrota, al arribar al cabo Dalmazo estableció el refugio Corrientes. La instalación del refugio militar ya estaba planificada con anterioridad por su proximidad a la base británica Halley.
En la campaña antártica de verano de 1967-1968, Mario Luis Olezza fue Jefe del Componente Aéreo en la Campaña Naval Antártica, a bordo del rompehielos General San Martín, abasteciendo desde un témpano a la deriva la Base Aérea Teniente Matienzo que estaba en emergencia, utilizando por primera vez en una misión en la Antártida los helicópteros Bell UH-1H, lo que permitió continuar la actividad en dicha Base.
El último comandante del buque fue el capitán de fragata Adolfo M. Arduino. En septiembre de 1982 se dispuso su radiación y venta, que se concretó ese mismo año, desguazándose en el Astillero Príncipe, Menghi y Penco de Dock Sud, provincia de Buenos Aires.

## Heráldica
En 1960, el capitán de fragata Luis González Castrillón, comandante en ese entonces del rompehielos, solicitó a las autoridades de la Armada la autorización para efectuar un escudo para el buque, que es una práctica comúnmente realizada por otras marinas del mundo. El Comando de la Flota de Mar impulsó la idea ante la jefatura de la Armada, que reglamentó la confección y utilización de escudos heráldicos para todos los buques.
El escudo para el rompehielos fue diseñado por Julián de Amilibia y aprobado en 1961. Tuvo forma ovalada, con todo el campo rodeado por un calabrote. La parte superior del campo, esta cortada en jefe y corresponde al escudo de la familia San Martín. El campo inferior, está formado por una imagen que representa la llegada de la corbeta Uruguay a la Antártida, entre los hielos y con un pingüino. El escudo está sostenido por dos anclas cruzadas de color negro y metal plata, con un calabrote y timbrado por una corona naval.